# Elchim
Elchim S.p.A. è un'azienda italiana specializzata nella produzione apparecchi elettrici. È stata fondata nel 1945 a Milano, dai fratelli Egle e Riccardo Chiminello.
Il nome  è un acronimo di Elettro-professionali Chiminello.

## Storia
L'azienda fu fondata a Milano dai fratelli Chiminello nel 1945 col nome Elettro-professionali Chiminello con l'intento di produrre attrezzature professionali per parrucchieri. Azienda leader inventrice del primo "asciugacapelli per uso esclusivo professionale", nel corso degli anni ha ampliato le proprie attività specializzandosi in asciugacapelli, piastre e altri accessori per saloni dell'acconciatura. Inoltre, ha sviluppato una nicchia di asciugacapelli di alta fascia destinati al settore alberghiero, piscine e spa.
Il prodotto più celebre dell'azienda fu la spazzola elettrica disegnata da Giuseppe de Goetzen nel 1953. Elchim guadagnò il Premio Compasso d'Oro nel 1955. Nel 1959 divenne società per azioni.
Da segnalare inoltre diversi premi vinti come "miglior phon" per la rivista Instyle, Allure e altre specializzate nel mondo beauty e la presenza di propri prodotti presso il MOMA di New York.
L'azienda ha tre centri di produzione in Italia e esporta in 48 Paesi.